# Human Powered Health (Frauenteam)/Saison 2025
Dieser Artikel beschreibt die Mannschaft und die Siege des UCI Women’s WorldTeams Human Powered Health in der Saison 2025.

## Mannschaft
| Teamkader 2025          | Teamkader 2025    | Teamkader 2025     | Teamkader 2025                              |
| Name                    | Geburtsdatum      | Land               | Vorheriges Team                             |
| ----------------------- | ----------------- | ------------------ | ------------------------------------------- |
| Yurani Blanco           | 3. Februar 1998   | Spanien            | Laboral Kutxa-Fundación Euskadi (2024)      |
| Giada Borghesi          | 27. November 2002 | Italien            | BTC City Ljubljana Zhiraf Ambedo (2024)     |
| Carlotta Cipressi       | 11. Juni 2003     | Italien            | UAE Development Team (2024)                 |
| Maggie Coles-Lyster     | 12. Februar 1999  | Kanada             | Roland (2024)                               |
| Thalita de Jong         | 6. November 1993  | Niederlande        | Lotto Dstny Ladies (2024)                   |
| Ruth Edwards            | 9. Juli 1993      | Vereinigte Staaten | Trek-Segafredo (2021)                       |
| Maëlle Grossetête       | 10. April 1998    | Frankreich         | FDJ-Suez (2023)                             |
| Romy Kasper             | 5. Mai 1988       | Deutschland        | AG Insurance-Soudal Quick-Step (2023)       |
| Barbara Malcotti        | 19. Februar 2000  | Italien            | Valcar-Travel & Service (2021)              |
| Mona Mitterwallner      | 9. Januar 2002    | Österreich         |                                             |
| Daria Pikulik           | 6. Januar 1997    | Polen              | Atom Deweloper-Posciellux.pl-Wrocław (2022) |
| Wiktoria Pikulik        | 15. Juni 1998     | Polen              | MAT Atom Deweloper Wrocław (2023)           |
| Marit Raaijmakers       | 2. Juni 1999      | Niederlande        | Parkhotel Valkenburg (2021)                 |
| Katia Ragusa            | 19. Mai 1997      | Italien            | Liv Racing TeqFind (2023)                   |
| Kathrin Schweinberger   | 29. Oktober 1996  | Österreich         | Ceratizit-WNT Pro Cycling (2024)            |
| Lily Williams           | 24. Juni 1994     | Vereinigte Staaten | Hagens Berman-Supermint (2019)              |
| Silvia Zanardi          | 3. März 2000      | Italien            | Bepink (2023)                               |
|                         |                   |                    |                                             |
| Quelle: ProCyclingStats |                   |                    |                                             |

## Siege
| Siege | Siege  | Siege | Siege  | Siege  | Siege |
| Datum | Rennen | Staat | Klasse | Sieger |       |
| ----- | ------ | ----- | ------ | ------ | ----- |

## UCI-Weltranglisten-Platzierungen
| UCI-Ranking | UCI-Ranking | UCI-Ranking | UCI-Ranking |
| Fahrer      | Fahrer      | Land        | Punkte      |
| ----------- | ----------- | ----------- | ----------- |